# Serin à front d'or
Serinus pusillus
Espèce
Statut de conservation UICN

 LC  : Préoccupation mineure
Le serin à front d'or (Serinus pusillus) est une espèce de passereau appartenant à la famille des Fringillidae.

## Historique et dénomination
L'espèce Serinus pusillus a été décrite par le naturaliste allemand Peter Simon Pallas en 1811.

## Distribution
En deux répartitions principales au Moyen-Orient et en Asie centrale avec encore des incertitudes dans les zones de jonction : Turquie, Caucase, Arménie, extrême nord-est de l’Irak, nord de l’Iran, sud de la Transcaspie, ouest du Turkménistan, Ouzbékistan, nord-est de l’Afghanistan, ouest du Pakistan et nord du Baloutchistan, nord de l’Inde (Chitral, Gilgit, Cachemire), nord-ouest du Népal, extrême sud-ouest du Tibet, Karakoroum, Pamir, Tadjikie, Tien-Chan, Tarbagatai, est du Kazakhstan, nord-ouest du Sinkiang.

## Habitat
Au Népal, c’est un oiseau très commun sur les versants rocheux parsemés de genévriers rabougris, au niveau et au-delà de la ligne des arbres, généralement au-dessus de 2440 m mais parfois jusqu’à 4575 m en été et 2100 m en hiver. Il est aussi très commun dans le nord-est du Baloutchistan, notamment dans la zone des fourrés de genévriers. Plus au nord (Dir, Tchitral, Swat, Gilgit, Baltistan), il habite des terrains plus arides dominés par des cèdres Cedrus deodara, des épicéas Picea morinda et des bouleaux Betula utilis jusqu’à 3400 m d’altitude. En Arménie, il s’est installé sur les versants semi-arides pourvus de boisements décidus ou de genévrières ouvertes, évitant les forêts denses. Il affectionne aussi les taillis de bouleaux dans la zone de transition (2500 m) entre la forêt et les prairies subalpines. En hiver, il descend vers les vallées et fréquente la végétation de long des rivières, les plantations d’arbres, les vergers et les zones dominées par des buissons épineux Paliurus spina-christi et des genévriers disséminés. En Chine, il occupe l’étage des genévriers au-delà de la limite des arbres ou les versants rocailleux parsemés de buissons, entre 2000 et 4600 m. En Inde et au Pakistan, il fréquente les genévriers près de la limite des arbres, les éboulis, les flancs rocailleux des collines parsemés de buissons rabougris, les saules et les bouleaux près des cultures en été. En hiver, il privilégie les collines ouvertes et les terrains rocailleux pourvus de buissons et d’herbages, entre 3300 et 1500 m et parfois 750 m. Pour la partie européenne, son biotope recouvre les montagnes près de la limite des arbres, les forêts de conifères ou mixtes, souvent le long des cours d’eau, dans les hautes vallées à végétation basse et clairsemée ou près des alpages avec genévriers et rhododendrons. Au Kazakhstan, il marque une prédilection d’habitat pour les forêts claires d’épicéas et de genévriers, pourvues de buissons et de plantes herbacées, de 1500 à 1800 m à Talasskiy Alatau et de 3000 à 3200 m à Zailiyskiy Alatau. En hiver, il se disperse à plus basse altitude sur les montagnes non boisées, les collines, les plaines et les jardins riches en plantes herbacées (Ottaviani 2011).

## Alimentation
Selon Roberts (1992), ce serin est bien adapté à exploiter les petites graines sur les capitules des plantes des genres Saussurea et Cousinia dont la famille des astéracées est bien représentée au Baloutchistan. Des groupes ont été observés se nourrissant de graines d’armoise Artemisia en hiver et de pissenlit Taraxacum en été, de même que sur les épillets des plantes herbacées et sur les têtes florales de crucifères telles que Crambe cordifolia et Sisymbrium sophia. Ils consomment aussi des baies et des petits fruits de saison dont Prunus eburnia et Berberis sp.

## Voix
Le chant consiste en babils et gazouillis rapides et prolongés, émis sur une cadence montante et descendante, alternant avec un sifflement séparé, à débit rapide et à tonalité plus basse t-ri-ri-ri-ri-ri-ri-ri ou tsi-tsu-teeh-tsi tit-tit-tit-tit-tit. Il est plus élaboré et plus prolongé que les trilles émis par des groupes au dortoir, hors saison de reproduction. Il rappelle celui du chardonneret élégant mais en plus monotone et à débit plus rapide. Le cri de vol est un titter bref et aigu (Roberts 1992).
Svensson et al. (2004) ont décrit un trille frémissant tvir’r’r’r à tonalité de venturon montagnard ou de serin syriaque et un long gazouillis, à débit rapide, évoquant les trilles d’un chardonneret mais aussi les sifflements mêlés de sons brefs et vibrants rappelant également ceux du venturon montagnard.

## Parade nuptiale

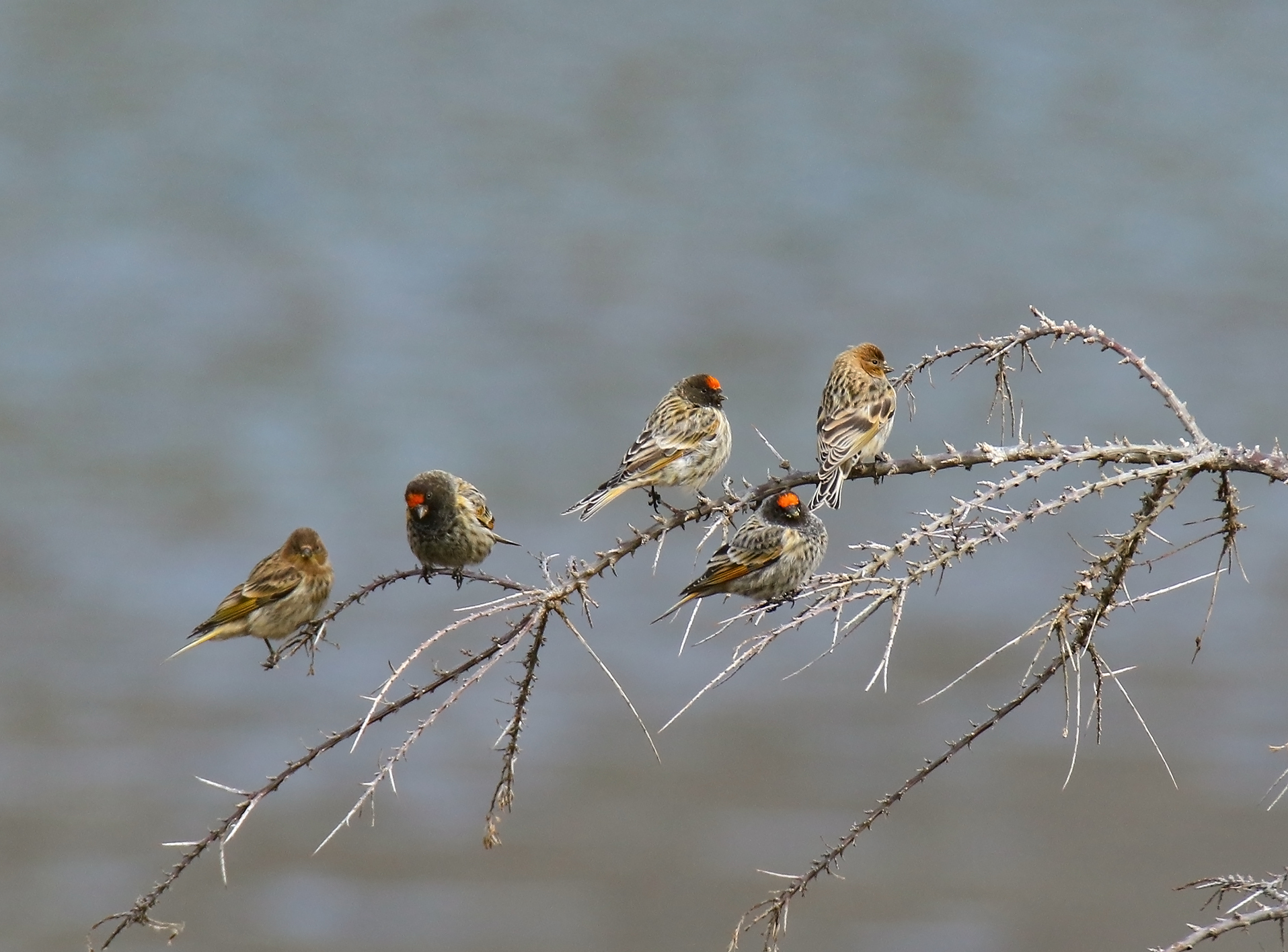
Serins à front d'or en petit groupe.

La période nuptiale dure longtemps, les mâles commençant à chanter et à parader plusieurs semaines avant le début de la reproduction. Même pendant la nidification, les serins à front rouge tendent à se regrouper pour se nourrir. Dans la vallée de Naltar au Pakistan, quatre mâles se livraient à une parade commune, les plumes rouges ébouriffées, les ailes abaissées et partiellement déployées tout en décrivant des cercles au sol, les uns autour des autres et sans cesser de chanter (Roberts 1992).

## Nidification

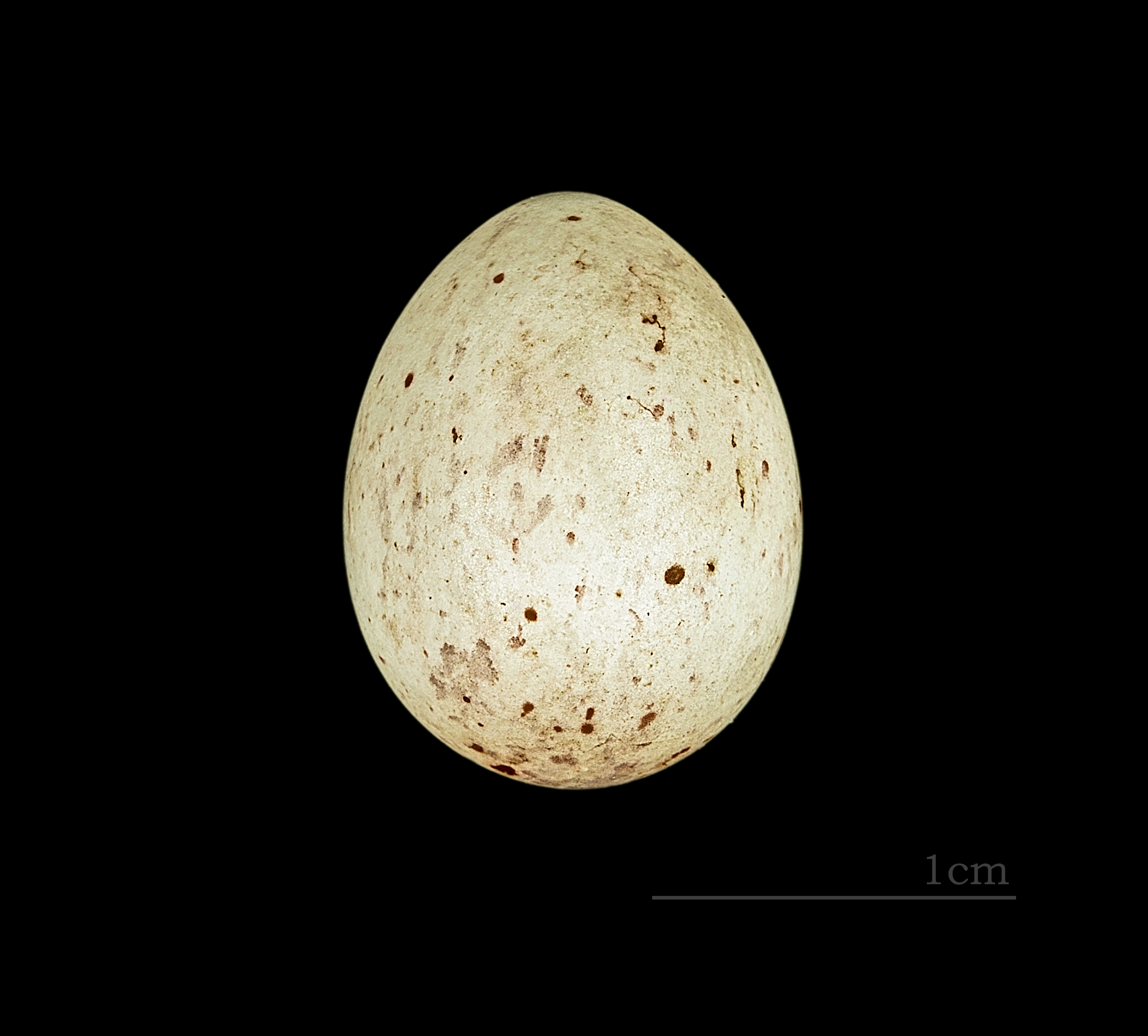
Œuf de serin à front d'or Muséum de Toulouse

Le nid est une petite coupe compacte (ressemblant à celui du chardonneret) à parois extérieures faites de mousse et de toiles d’araignées avec un rembourrage intérieur de poils et de laine. Au Baloutchistan, des fibres d’écorce de genévrier sont largement utilisées pour la confection de la structure externe. Les nids sont généralement placés assez bas dans des buissons d’églantiers ou sur une branche latérale de genévrier, souvent près d’une paroi rocheuse inaccessible. Il contient généralement quatre œufs (rarement cinq) blanc bleuâtre pâle tachetés de brun rouge et de rosâtre (Roberts 1992).